# Gustav Esmann

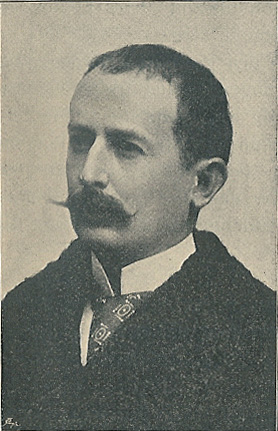
Gustav Esmann.

Gustav Frederik Esmann 17 augusti 1860 i Köpenhamn, död 4 september 1904 i Köpenhamn, var en dansk journalist, författare, manusförfattare och konferencier.
Esmann var en av dem som slöt sig till Herman Bang, och på 1880-talet väckte uppseende som elak följetongist i dagspressen. Han debuterade 1885 med Gammel Gæld, två noveller i blaserad och ironisk ton, och författade sedan ett tiotal skådespel, utmärkta för stor scenteknisk behändighet, bland annat Den kjære Familje (1892) och Alexander den Store (1900), de flesta spelade på Det Kongelige Teater, de båda senare även i Sverige. I sitt levnadssätt var Esmann ända fram till sin död en typisk representant för den köpenhamnska boulevard-intelligensen. År 1904 sköts han på Centralhotellet i Köpenhamn ihjäl av en älskarinna, som därefter tog sitt liv.